# Jan Rohdewald
Jan Rohdewald (* 22. März 1973 in Münster) ist ein ehemaliger deutscher Basketballspieler.

## Laufbahn

### Spieler
Rohdewald spielte für UBC Münster sowie in der Basketball-Bundesliga für den SVD 49 Dortmund, die Telekom Baskets Bonn, TSK Bamberg, EnBW Ludwigsburg und die Artland Dragons. Er schloss seine Leistungssportkarriere in der Saison 2009/10 bei den GiroLive-Ballers Osnabrück in der zweiten Liga ab.
Der größte Erfolg Rohdewalds war der Gewinn des deutschen Pokalwettbewerbs 2008 mit Quakenbrück. 1997 wurde er mit Bonn als Aufsteiger deutscher Vizemeister, zehn Jahre später erreichte er mit Quakenbrück erneut die Finalserie um die deutsche Meisterschaft. 2008 nahm er am All-Star-Spiel der Bundesliga teil. Während seiner Laufbahn wurde er vor allem als treffsicherer Distanzwerfer geschätzt. Nach seiner Profizeit spielte er in der Alt-Herren-Mannschaft seines Stammvereins UBC Münster.

### Spielerberater
Rohdewald, der 2003 einen Diplomabschluss im Fach Sportmanagement machte und 2010 sein zweites juristisches Staatsexamen ablegte, wurde nach dem Ende seiner Profikarriere als Anwalt und Spielerberater tätig. Am 1. Juni 2011 übernahm er die Geschäftsführung der Spielerberatungsfirma „Lumani 10.7 GmbH“, die 2007 vom ehemaligen Nationalspieler Marko Pesic gegründet worden war.